# Hanni Ossott
Hanni Ossott (Caracas, 14 de febrer de 1946 - 31 de desembre de 2002) poeta, traductora, crítica i professora veneçolana. Es va llicenciar a la Universidad Central de Venezuela, d'on també va ser professora de l'Escola de Lletres. Va traduir obres del Rilke o de l'Emily Dickinson.

## Premis
- Premio José Antonio Ramos Sucre.
- Premio Lazo Martí.